# Joe Pack
Joe Pack, född den 10 april 1978 i Eugene, USA, är en amerikansk freestyleåkare.
Han tog OS-silver i herrarnas hopp i samband med de olympiska freestyletävlingarna 2002 i Salt Lake City.